# Verwaltungsgemeinschaft Remda
Die Verwaltungsgemeinschaft Remda lag im thüringischen Landkreis Saalfeld-Rudolstadt. In ihr hatten sich die Stadt Remda und fünf Gemeinden zur Erledigung ihrer Verwaltungsgeschäfte zusammengeschlossen. Ihr Verwaltungssitz war in der Stadt Remda.

## Die Gemeinden
- Breitenheerda
- Eschdorf
- Heilsberg
- Lichstedt
- Remda, Stadt
- Sundremda

## Geschichte
Die Verwaltungsgemeinschaft wurde am 24. April 1991 gegründet. Zum 1. Januar 1997 erfolgte die Auflösung, da sich die Mitgliedsgemeinden, außer Lichstedt, mit den Gemeinden der Verwaltungsgemeinschaft Teichel zur neuen Stadt Remda-Teichel zusammenschlossen. Lichstedt hingegen wurde nach Rudolstadt eingemeindet.